# Блант говорит
«Блант говорит» (англ. Blunt Talk) — американский телевизионный сериал, премьера которого состоялась 22 августа 2015 года на канале Starz. 20 декабря 2016 сериал был закрыт.

## Сюжет
Пожилой британский диктор, ветеран Фолклендской войны и бывший морпех Уолтер Блант переезжает в Лос-Анджелес, чтобы стать ведущим ночных новостей на кабельном телевидении.

## В ролях

### Главные роли
- Патрик Стюарт — Уолтер Блант[2][3]
- Джеки Уивер — Розали Уинтер[4]
- Эдриан Скарборо — Гарри Чендлер
- Долли Уэллс — Селия, продюсер Уолтера[5]
- Тимм Шарп — Джим Стоун[6]

### Второстепенные роли
- Мэри Холланд — Шелли
- Каран Сони — Мартин
- Романи Малко — Боб Гарднер
- Моника Смит — Сильвия
- Ричард Льюис — доктор Вайсс
- Кен Вейлер — Сэм
- Эд Бегли-младший — Тедди
- Боб Рамнок — Стэн
- Брент Спайнер — Фил
- Голден Брукс — Вивиан (3 эпизода)

### Приглашенные актёры
- Элизабет Шу — Сьюзан Мэйвью (1 эпизод)
- Джейсон Шварцман — Данкан Адлер (3 эпизода)
- Шэрон Лоуренс — Софи (1 эпизод)
- Моби — камео (2 эпизода)

## Награды и номинации
- 2016 — номинация на премию «Золотой глобус» в категории «Лучшая мужская роль в телевизионном сериале — комедия или мюзикл» (Патрик Стюарт).

## Отзывы
Первый сезон телесериала получил смешанные отзывы кинокритиков. На сайте Rotten Tomatoes у фильма 53 % положительных рецензий из 34, на Metacritic — 56 баллов из 100 на основе 25 рецензий.